# (10782) Hittmair
(10782) Hittmair (1991 RH4) – planetoida z pasa głównego asteroid okrążająca Słońce w ciągu 3,31 lat w średniej odległości 2,22 j.a. Odkryta 12 września 1991 roku.